# Torre de agua de Esbjerg
La Torre de agua de Esbjerg (en danés: Esbjerg Vandtårn) es una torre de agua icónica en Esbjerg en el suroeste de Jutlandia, Dinamarca. Completada en 1897, fue diseñada por Christian Hjerrild Clausen que había sido inspirado por la Nuremberg Nassauer Haus. Se asienta sobre un túmulo funerario de la Edad de Bronce en la cima de un acantilado con vistas al puerto. Como resultado, se ha convertido en el punto de referencia de Esbjerg. 
A pesar del rápido crecimiento de Esberg, a mediados de la década de 1890 los 9.000 habitantes de la ciudad estaban todavía sin agua corriente. En lugar de ello, hicieron uso de pozos y puntos de suministro en toda la ciudad. Después de varias perforaciones fallidas, una fuente satisfactoria de agua se encontró en el parque de la ciudad, Volnsbølparken. En 1895, se decidió que tanto los conductos de gas y tuberías de agua debían instalarse al mismo tiempo, en relación con el establecimiento de una fábrica de gas y unas obras de agua. El tanque en la torre de agua tenía una capacidad de 131 m³ (4600 pies cúbicos), pero el consumo creció tan rápido que en 1904 un contenedor adicional con una capacidad de 525 m³ (18.500 pies cúbicos) tuvo que ser instalado en Nygårdsvej. Situado en el n.º 22 Havnegade, el Tour del agua, que pertenece al Museo Esbjerg, está abierto al público todos los días de junio a mediados de septiembre 10 a. m.-4 p. m.